# Overkill's The Walking Dead
Overkill's The Walking Dead is een first-person shooter ontwikkelid door Overkill Software. Het spel is uitgegeven door Starbreeze Studios in Europa op 8 november uitgekomen voor Windows. De aangekondigde consoleversies werden eind februari 2019 geannuleerd,Skybound Entertainment beëindigde ook hun licentiecontract met Starbreeze waarna het spel later uit Steam verdween en daar niet meer te koop is.
Het spel is gebaseerd op de stripreeks The Walking Dead en speelt zich af in Washington D.C. na de uitbraak van een zombie-apocalyps.

## Gameplay
Overkill's The Walking Dead focust sterk op coöperatieve gameplay en kan met vier spelers tegelijk gespeeld worden. De hoofdpersonages Maya, Aiden, Grant en Heather hebben elk hun eigen, unieke vaardigheden.